# Kwara
L'État de Kwara est un État du Nigeria. Il a été créé le 27 mai 1967 et a pour capitale Ilorin.

## Histoire
L'État de Kwara naît le 27 mai 1967, lorsque le gouvernement fédéral militaire du général Yakubu Gowon supprime les quatre régions formant la fédération du Nigeria, pour former 12 États. À sa création, l'État de Kwara est constitué des anciennes provinces d'Ilorin et de Kabba, de l'ancienne région du Nord, et est nommé État occidental central. Il devient ensuite État de Kwara, du nom donné localement au Niger.
La création de nouveaux États en 1976 réduit la superficie de l'État de Kwara. Le 13 février 1976, l'Idah/Dekina est extrait pour former l'État de Benue.
Le 27 août 1991, cinq zones de gouvernement local sont extraites à leur tour pour former le nouvel État de Kogi, tandis qu'une sixième, Borgu, fusionne avec l'État de Niger.

## Géographie
L'État de Kwara est bordé par les États de Niger au nord, de Kogi à l'est, d'Ekiti, d'Osun et d'Oyo au sud. Il a une frontière commune avec le Bénin.
| Borgou ( Bénin)   | Niger         |             |
| Collines ( Bénin) | État de Kwara | Niger       |
| Oyo               | Osun          | Ekiti, Kogi |

La capitale de l'État est Ilorin, situé à 306 km au nord-est de Lagos et à 500 km au sud-ouest d'Abuja. L'État comprend plusieurs autres villes importantes : Offa, Oro-Ago, Omu-Aran et Igbaja.
L'État de Kwara comprend 16 zones de gouvernement local :
- Asa
- Baruten
- Edu
- Ekiti
- Ifelodun
- Ilorin Est
- Ilorin Sud
- Ilorin Ouest
- Irepodun
- Isin
- Kaiama
- Moro
- Offa
- Oke Ero
- Oyun
- Pategi

## Galerie

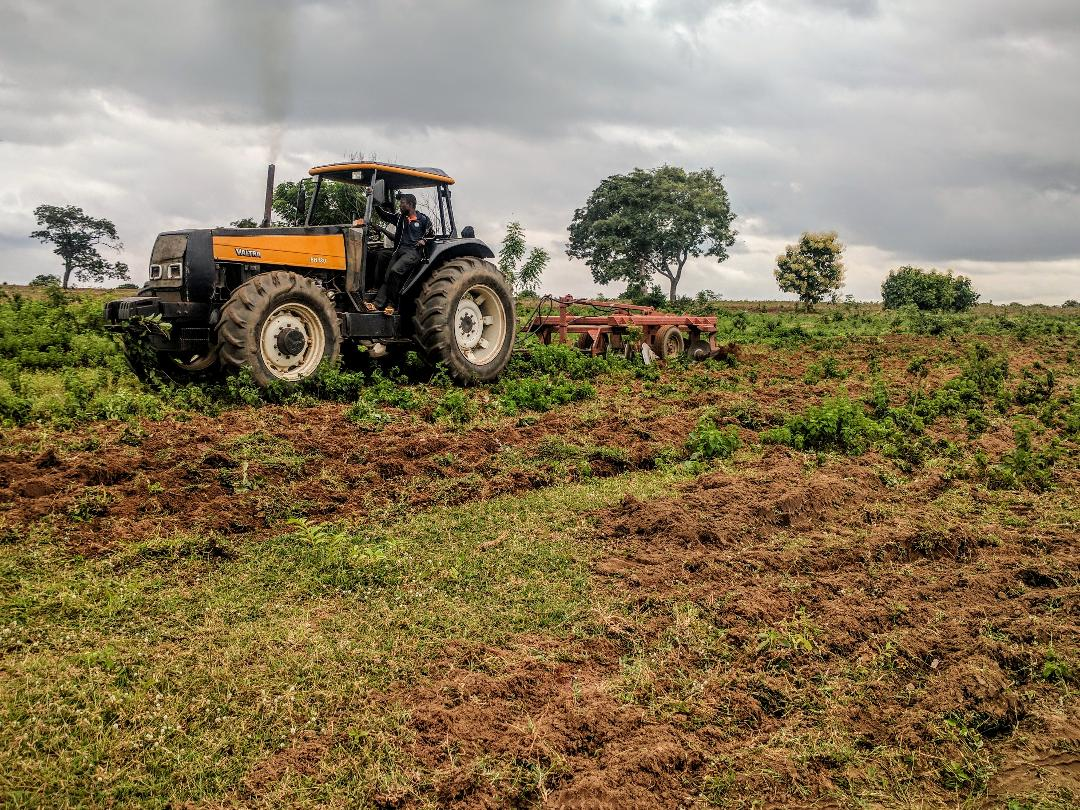
Agriculture mécanisée
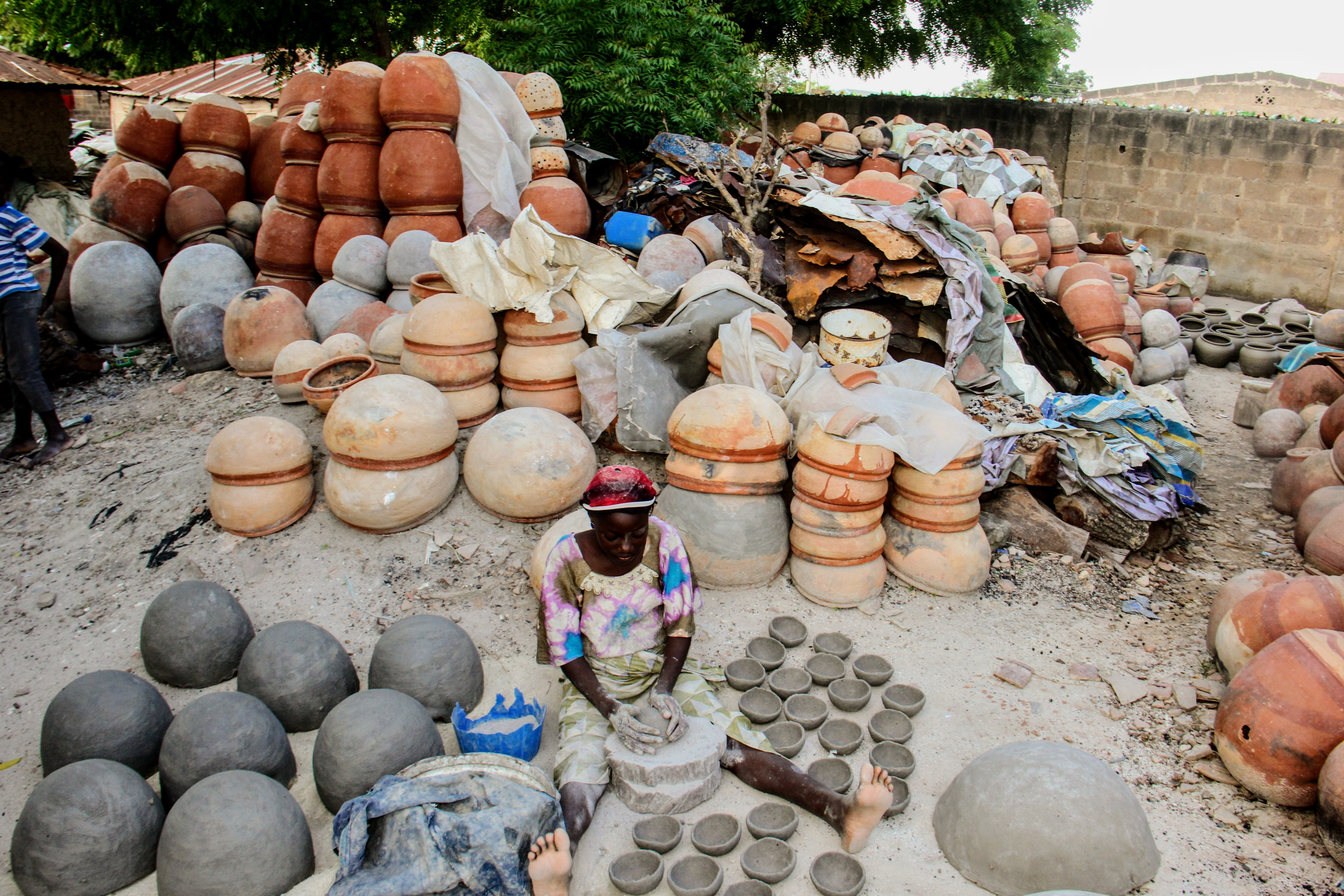
Poterie (Dada)
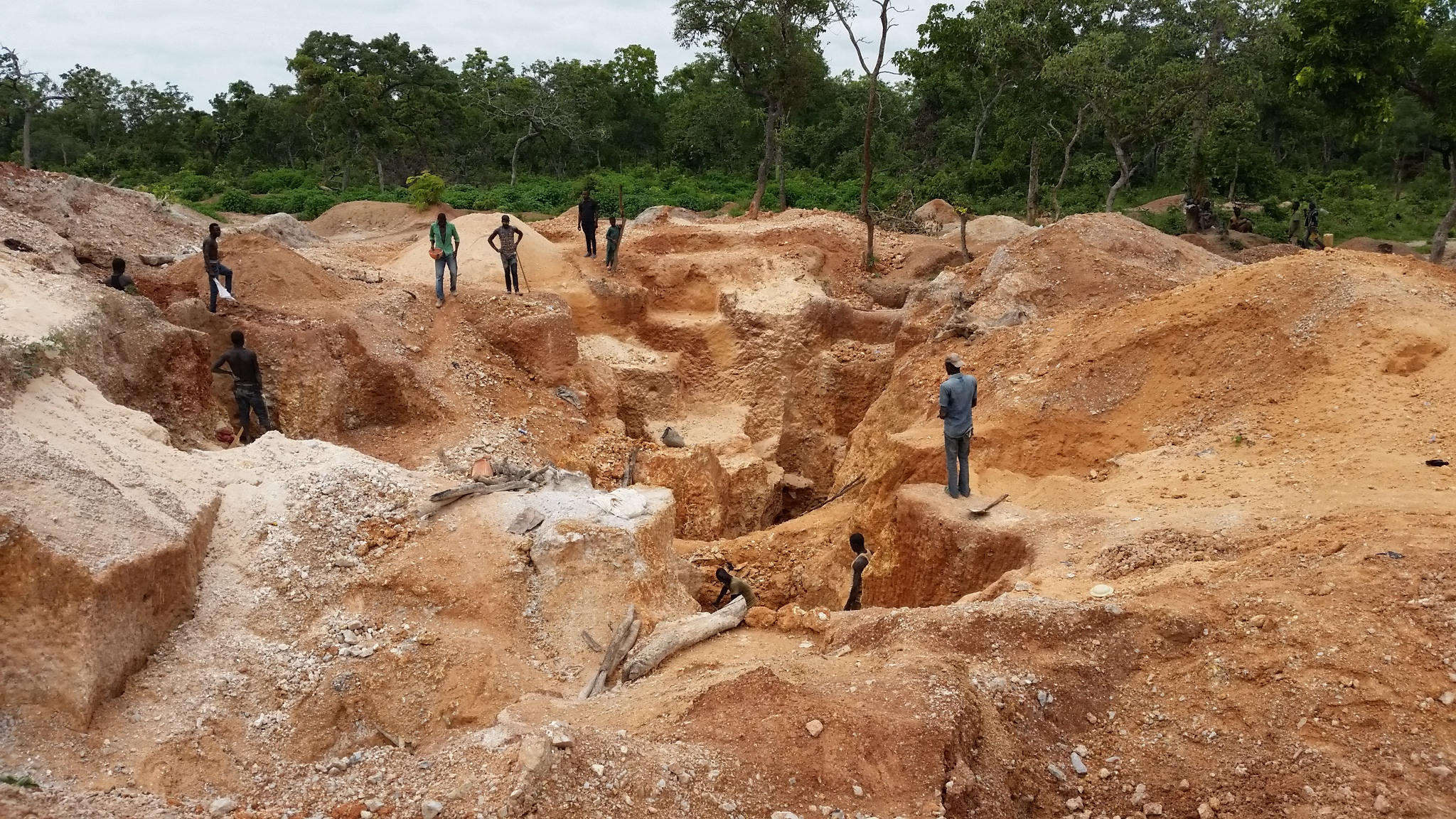
Chercheurs d'or
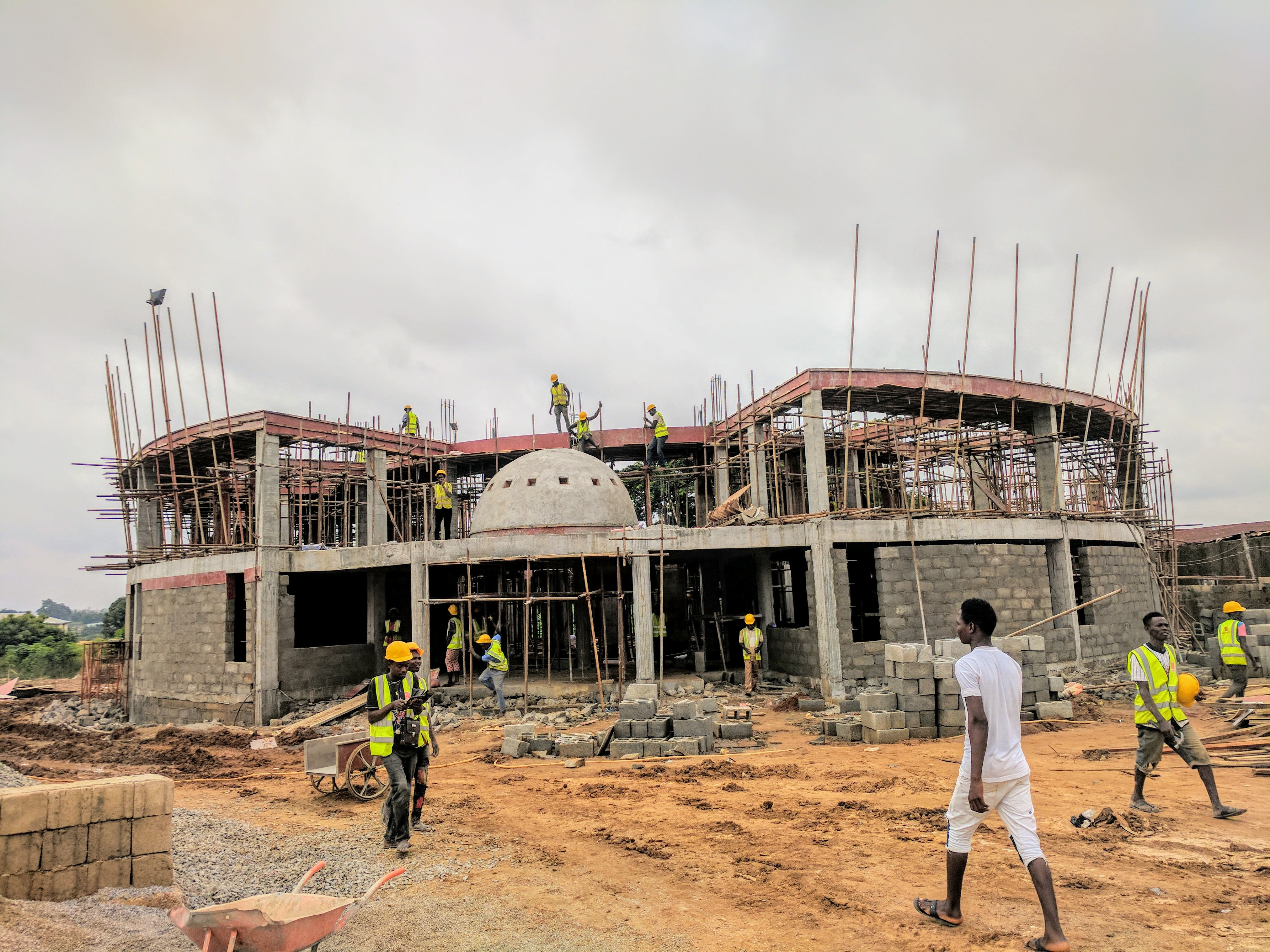
Construction de bâtiment
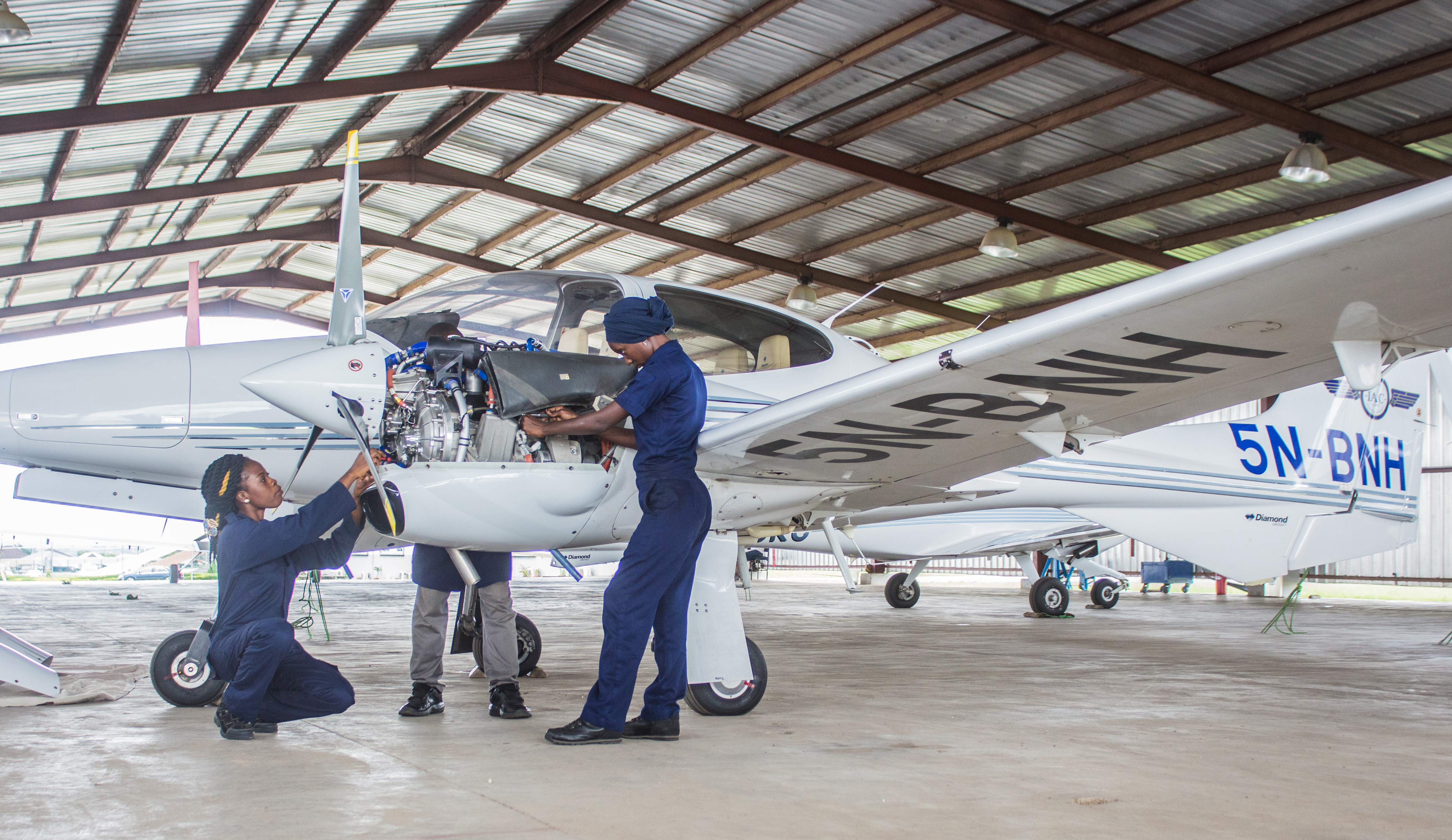
Aéronautique